# Harcerska Górka
Harcerska Górka, česky lze přeložij jako Harcerská hůrka nebo Skautská hůrka, je nízký umělý kopec a vyhlídka nad přístavištěm a levým břehem řeky Odra ve městě Nowa Sól v okrese Nowa Sól v západním Polsku. Nachází se také nad chodníkem slávy Nowosolska Aleja Gwiazd v Lubušském vojvodství v mezoregionu Pradolina Głogowska v Dolním Slezsku. Nadmořská výška kopce je cca 100 m.

## Historie a popis
Harcerska Górka, i když se tak nazývala dříve, tak oficiálně ji byl udělen tento název až v roce 2010 a to u příležitosti výročí 100 let skautingu. Je součástí přístavního valu z 30. let 20. století. Tento název byl oficiálně udělen až v roce 2010, při příležitosti 100. výročí skautského hnutí a 65. výročí místního harcerského oddílu. organizace. Na památku této události byl na úpatí mohyly umístěn památník této události. Po druhé světové válce se zde hojně scházeli harceři. V letech 2006-2007 byla ve svazích kopce postavena restaurace Kapitańska Tawerna (Kapitánská taverna). Na vrcholu kopce je malý amfiteátr s pódiem a dlážděnou vyhlídkovou plošinou. Harcerska Górka původně maskovala německý vojenský válečný bunkr patřící k opevnění Oderstellung. Po roce 1945 byl bunkr vyhozen do povětří a zasypán a vznikla tak mohyla, která byla upravena pro vycházkové účely a v zimě využívána jako sáňkařský kopec. Místo bývá využíváno také k různorodým společenským událostem.

## Další informace
Místo je obvykle celoročně volně přístupné.

## Galerie

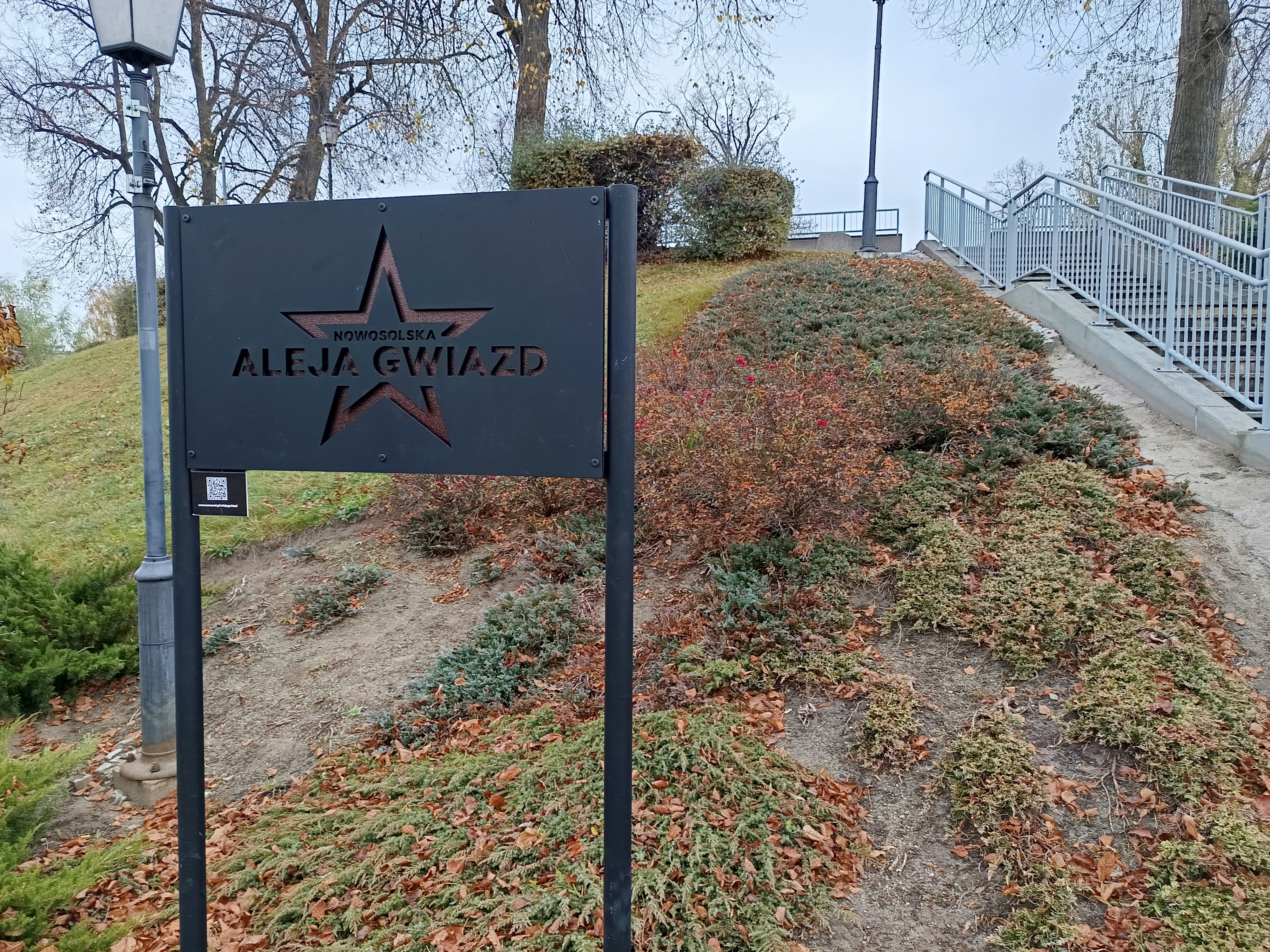
Pohled na kopec Harcerska Górka z Nowosolské Aleje Gwiazd
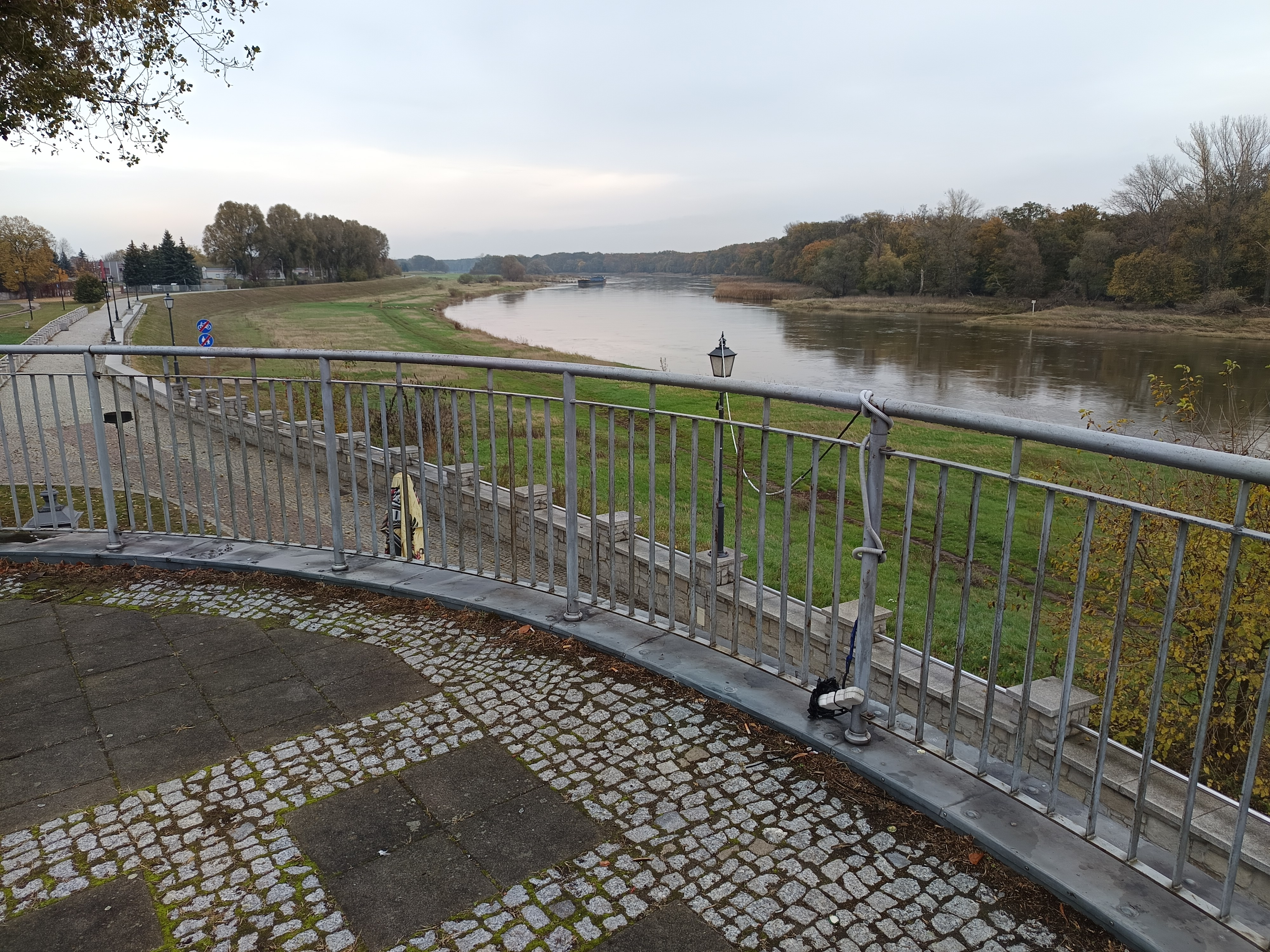
Pohled na Odru po proudu
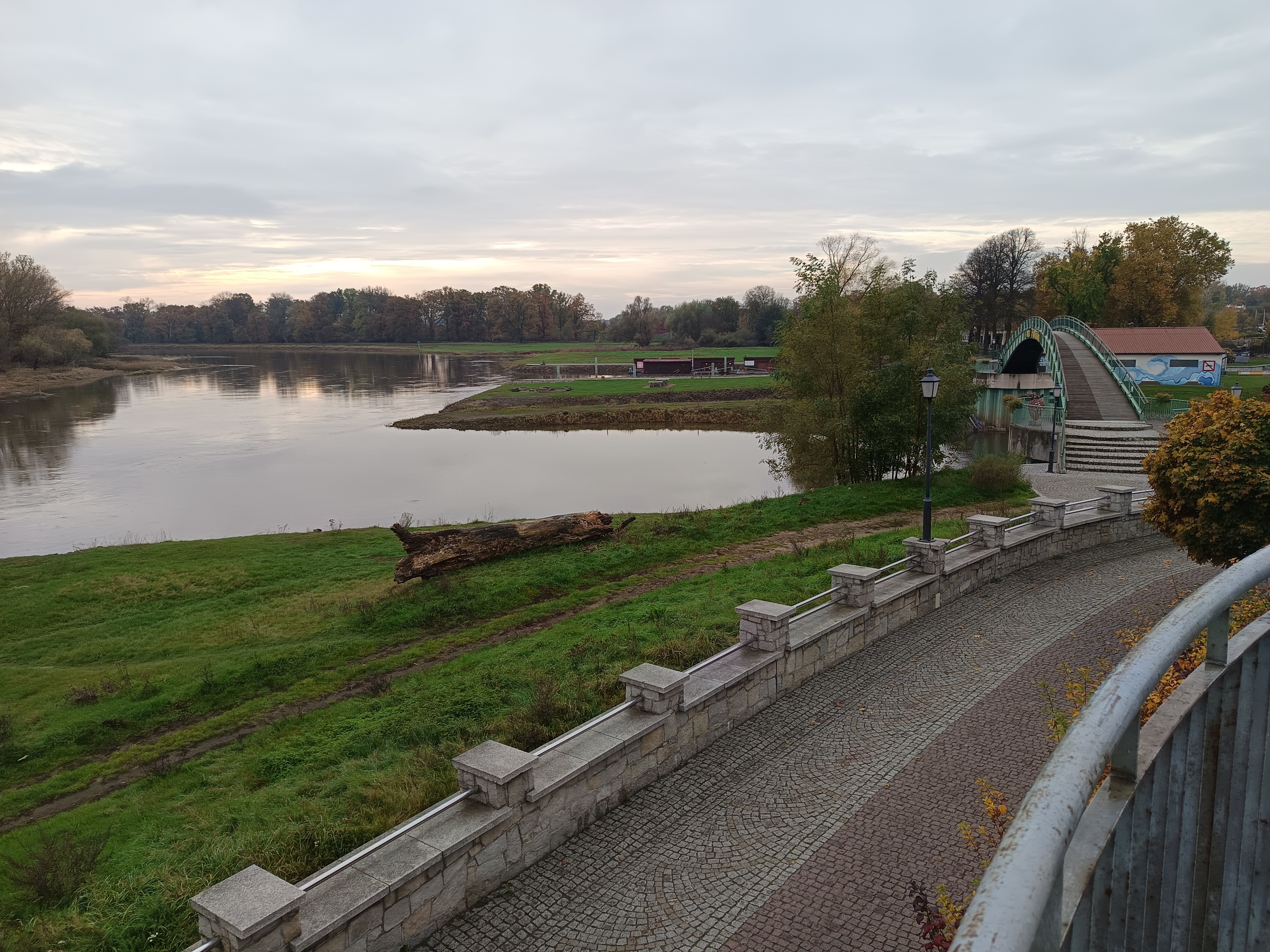
Pohled na Odru proti proudu